# Стенунгсунд (община)
Община Стенунгсунд (на шведски: Stenungsunds kommun) е разположена в лен Вестра Йоталанд, югозападна Швеция с обща площ 268 km2 и население 24 932 души (към 31 декември 2013). Административен център на община Стенунгсунд е едноименния град Стенунгсунд.